# 阿爾坎塔拉 (仿皮)

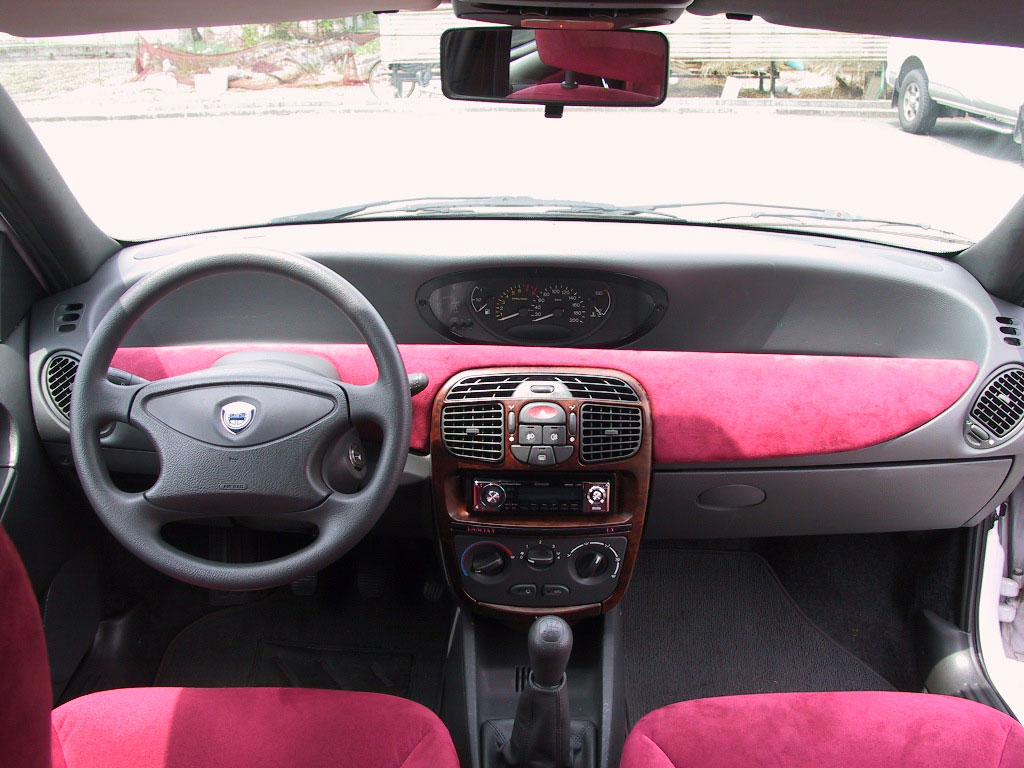
用於汽車內裝的阿爾坎塔拉仿麂皮

阿爾坎塔拉（英語：Alcantara），於1970年代由日本東麗株式會社的岡本三宣博士所開發，是一種合成紡織品的品牌名稱，具有柔軟、仿麂皮的超細纖維絨毛，以其耐用性而聞名，通常應用於汽車內裝、船舶內飾、服裝、配件、家電等領域。

## 外部連結
- 官方网站
- Alcantara cleaning tips （页面存档备份，存于）